# Rejon urus-martanowski
Rejon urus-martanowski (ros. Уру́с-Марта́новский райо́н, Urus-Martanowskij rajon, czecz. Хьалха-Мартанан район / Ẋalxa-Martanan̡ rayon) – jeden z 15 rejonów w Czeczenii, znajdujący się w centralnej części kraju. W 2004 roku rejon zamieszkiwało 104 712 osób. Stolicą rejonu jest miasto Urus-Martan.